# Chièvres

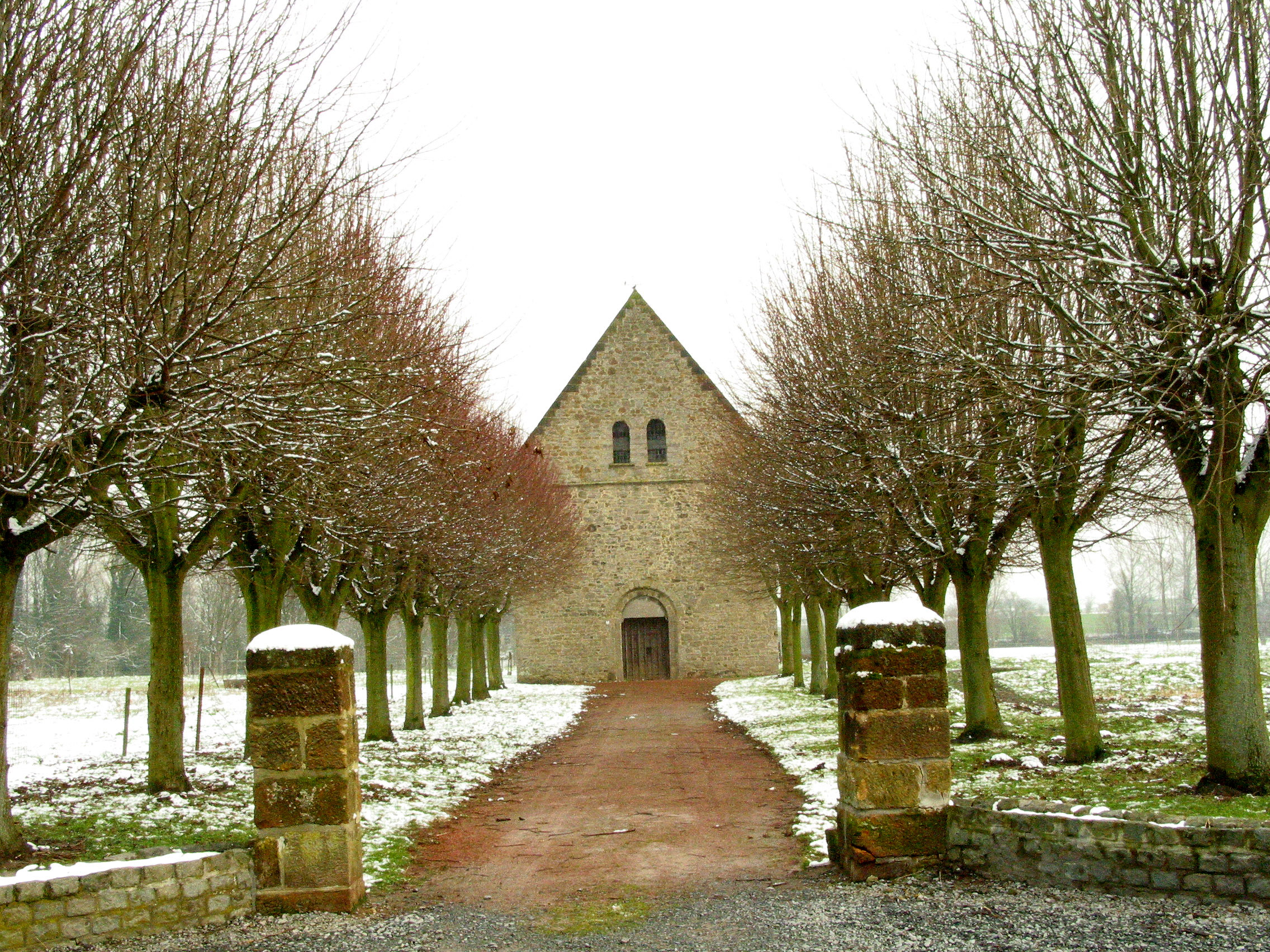
Nhà thờ St. John the Baptist (thế kỷ 17).

Chièvres là một đô thị ở tỉnh Hainaut. Tại thời điểm ngày 1 tháng 1 năm, 2006 Chièvres có dân số 6.198 người. Tổng diện tích là 46,91 km² với mật độ dân số là 132 người trên mỗi km².